# 田嗣叔
田嗣叔，字起宗，蒙古帝国将领，先祖平阳赵城人，迁居中山（定州）。
田嗣叔侍奉母亲疾病四十余日，衣不解带。饥荒时，把粟米借给贫民，不能偿还就烧了债券。金朝末年，河北大乱，田嗣叔聚众自保。后归降拖雷，赐金符，授任为行军千户。作战时，率所部为先锋，号称为敢死军。在马黄陂遭遇金兵，田嗣叔直捣中军，金兵大乱。金军有埋伏，仓卒间被流矢所中。以忠孝勉励两个儿子田子实、田子成，言罢去世。谥号忠毅。